# Natació sincronitzada
La natació sincronitzada o natació artística és un esport que consisteix a fer una coreografia en una piscina, sincronitzats entre si i acompanyats amb música sub-aquàtica. Combina la natació amb la dansa i la gimnàstica. Treballa les habilitats físiques d'un nedador, d'un jugador de waterpolo i d'una ballarina: força, resistència, flexibilitat i velocitat, entre d'altres. La primera ballarina aquàtica va ser l'australiana Annette Kellermann a inicis del segle xx. És un esport olímpic des de 1984. La competició està regida pel reglament de la Federació Internacional de Natació.
Des del segle xx, la natació sincronitzada ha estat considerada predominantment un esport femení, amb els Jocs Olímpics d'estiu només hi participen esdeveniments de duet i equips femenins. Tanmateix, les competicions internacionals, nacionals i regionals poden permetre que els homes puguin competir, i FINA va introduir una nova competició mixta de duet als Campionats Mundials de natació de 2015. FINA va reanomenar oficialment l'esport de la "natació sincronitzada" a la "natació artística" el 2017, una decisió que ha enfrontat a una recepció mixta.

## Història
El ballet aquàtic es va organitzar a finals del segle xix com a esport ornamental, i en 1891 fou definit per la britànica Royal Life Saving Society incloent socorrisme i natació. Les primeres competicions, exclusivament masculines, tingueren lloc a Berlín en 1891 i Londres en 1892. Annette Kellermann va popularitzar l'esport amb el seu espectacle en un tanc de vidre al New York Hippodrome el 1907, i Katherine Curtis va desenvolupar el que es coneix com a natació sincronitzada, organitzant i entrenant les Kay Curtis Modern Mermaids, una exhibició de natació de trenta noies que van actuar a la Century of Progress de Chicago entre 1933 i 1934, i el 1936 va publicar el llibre Rhythmic Swimming: A Source Book of Synchronized Swimming and Water Pageantry.
Es va incloure per primera vegada com a esport als Jocs Olímpics d'Estiu de 1984 de Los Angeles. Abans sempre s'havia considerat com una afició i un entreteniment tant per a les nedadores com per als espectadors, ja que es considerava un ball dins l'aigua.

## La natació sincronitzada als Països Catalans
La natació sincronitzada té una notable tradició als Països Catalans, per bé que és una disciplina eminentment femenina.
La catalana Maria Aumacellas va ser la que va introduir la natació sincronitzada a Madrid durant els anys 1950. Les primeres nedadores catalanes que van participar en un jocs olímpics foren Anna Tarrés i Mònica Antich l'any 1984. Als Jocs Olímpics d'Atenes 2004, les nedadores catalanes en rutina tècnica per equip assoliren el quart lloc i en la rutina tècnica duet Gemma Mengual assolí també el quart lloc. Posteriorment, als Jocs de Pequín 2008, les nedadores catalanes van obtenir una medalla de plata per equips, i una segona pel duet format per Gemma Mengual i Andrea Fuentes i als Jocs Olímpics de Londres 2012, en la modalitat de duo, Andrea Fuentes i Ona Carbonell van guanyar la medalla d'argent i la medalla de bronze en la modalitat d'equips. En el Mundial de Singapur 2025, la barcelonina Iris Tió es va convertir en la primera nedadora catalana a aconseguir la medalla d'or en la modalitat de solo lliure en un mundial.

## Competències bàsiques

### Calaveres
Les calaveres (moviments de mà que s’utilitzen per impulsar el cos) són la part més essencial per a la natació sincronitzada. Les calaveres utilitzades habitualment inclouen calaix de suport, calaix estacionari, calavera de l'hèlix, calavera d'al·ligator, calavera de torpedes, calavera dividida, calavera de barril, calavera de gir i calavera de paleta. La gota de suport s'utilitza més sovint per recolzar el cos, mentre que un nedador es posa cap per avall.
El suport scull o "American Scull" va ser inventat per Marion Kane Elston i va impulsar l'esport a noves altures. L'esport es va transformar del ballet d'aigua a l'atletisme de la natació sincronitzada de l'actualitat. Vegeu com a referència el Saló de la fama internacional de natació
El sostingut es realitza sostenint els braços superiors contra els costats del cos i els braços anteriors en angle de 90 graus amb el cos, amb les mans orientades a la part inferior de la piscina. A continuació, es mouen els braços anteriors cap enrere i mantenint l'angle correcte. La pressió resultant contra les mans permet al nedador mantenir les cames per sobre de l'aigua mentre es troba cap per avall.

### Eggbeater
El "eggbeater kick" és una altra habilitat important de la natació sincronitzada. És una forma de trepitjar l'aigua que permet l'estabilitat i l'alçada per sobre de l'aigua alhora que deixa les mans lliures per realitzar moviments amb el braç. Una alçada mitjana del eggbeater sol estar al voltant del nivell de clavícula. Eggbeater s'utilitza en tots els moviments de "braç", una coreografia en la qual el nedador es troba dret, sovint amb un o els dos braços a l'aire. Una altra variació és un augment del cos, que s’executa a través d'una acumulació de batut d'ou i una forta fuetada, que propicia el nedador fora de l'aigua verticalment. Un augment del cos pot elevar un nedador fora de l'aigua fins al nivell de maluc.

## Ascensors i culminants més destacats

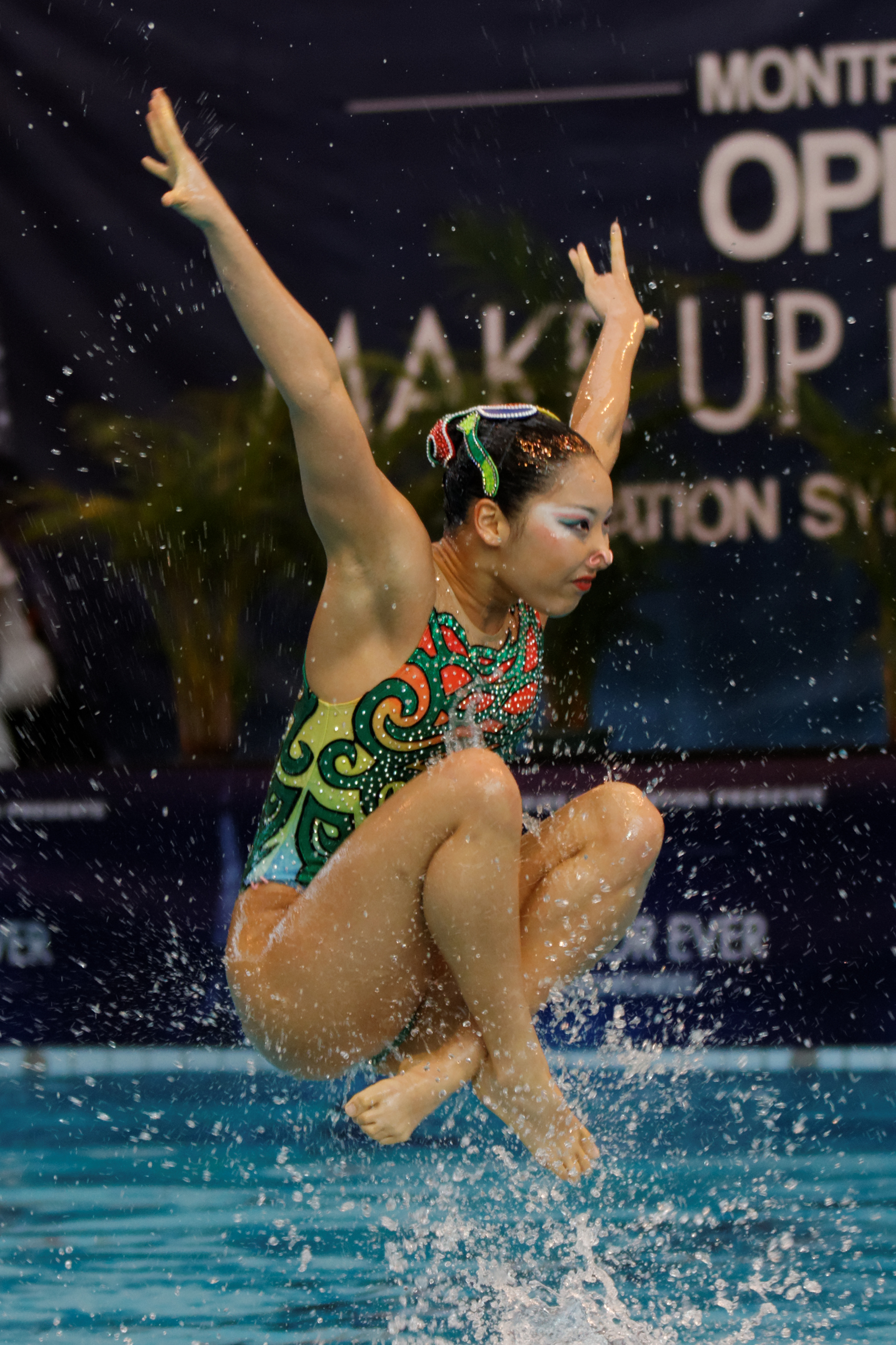
Un membre de l'equip japonès es llança a l'aire durant la rutina lliure de l'equip a l'Open francès de 2013.

Un ascensor o culminant és quan els membres de l'equip impulsen un altre company d'equip relativament alt fora de l'aigua. Són força habituals en rutines de grups d'edat avançada i nivells d'habilitats més alts. Hi ha moltes variacions en els ascensors i poden incloure ascensors de socis, patrons de flotació o altres àrees de coreografia artística única, destinades a impressionar excepcionalment els jutges i el públic.

### Parts d'un ascensor amb èxit
Hi ha tres parts per a tots els ascensors de la natació artística: la part superior (o "volant"), la base i els empentes.
- El volant sol ser el membre més petit de l'equip. Els volants han de ser àgils i flexibles, amb un bagatge de gimnàstica preferible si salten de l'ascensor.
- La base sol ser de mida mitjana. La força intensa de les cames i un nucli sòlid és obligatòria, així com la capacitat de mantenir una posició en cuclilla.
- Els Peus són els membres de l'equip que proporcionen la força perquè la base s’aixequi explosivament i el volant per guanyar alçada fora de l'aigua.

## Tipus comuns de punts destacats
- L'ascensor de la plataforma és la forma més antiga de destacar. En una plataforma, la base es troba en una posició posterior en forma de sota l'aigua. La part superior es col·loca en una posició en esquat al seu tors i queda dret un cop l'elevador arriba a la superfície. La resta de companys d'equip utilitzen el batedor d'ou per mantenir la plataforma i la part superior fora de l'aigua.
- L'elevador de pila és la forma més habitual d'ascensors en sincronització. La base s'estableix en una posició en esquat uns metres sota l'aigua, amb els aixecadors sostenint les cames i / o els peus. A continuació, la part superior es quadra sobre les espatlles de la base. A mesura que s’aixeca l'ascensor, els aixecadors estenen els braços mentre la base i la part superior estenen les cames per aconseguir la màxima alçada. Una addició comú a la pila de pila és una rotació mentre ascendeix o baixa.
- El llançador es configura exactament com un muntacàrregues. No obstant això, quan l'ascensor assoleixi tota la seva alçada, el “volant” que hi ha a sobre de l'ascensor saltarà de les espatlles del seu company d'equip, realitzant normalment algun tipus de moviment o posició acrobàtica. Es tracta d'un ascensor molt difícil i només han d'intentar banyistes amb experiència.
- Una cistella o puntell és una forma més destacada que utilitza una petita plataforma creada per les mans entrellaçades de dos "peus", amb el volant de peu a les mans, i la base invertida de peu a la part inferior de les seves mans. Hi haurà una persona aixecant cadascuna de les persones "peus" a la cintura i una altra persona al fons del punt fort per ajudar a la base a mantenir la posició vertical. Aquests aspectes destacats són sovint utilitzats per les seleccions nacionals per aconseguir una alçada excepcional fora de l'aigua del volant

## Posicions

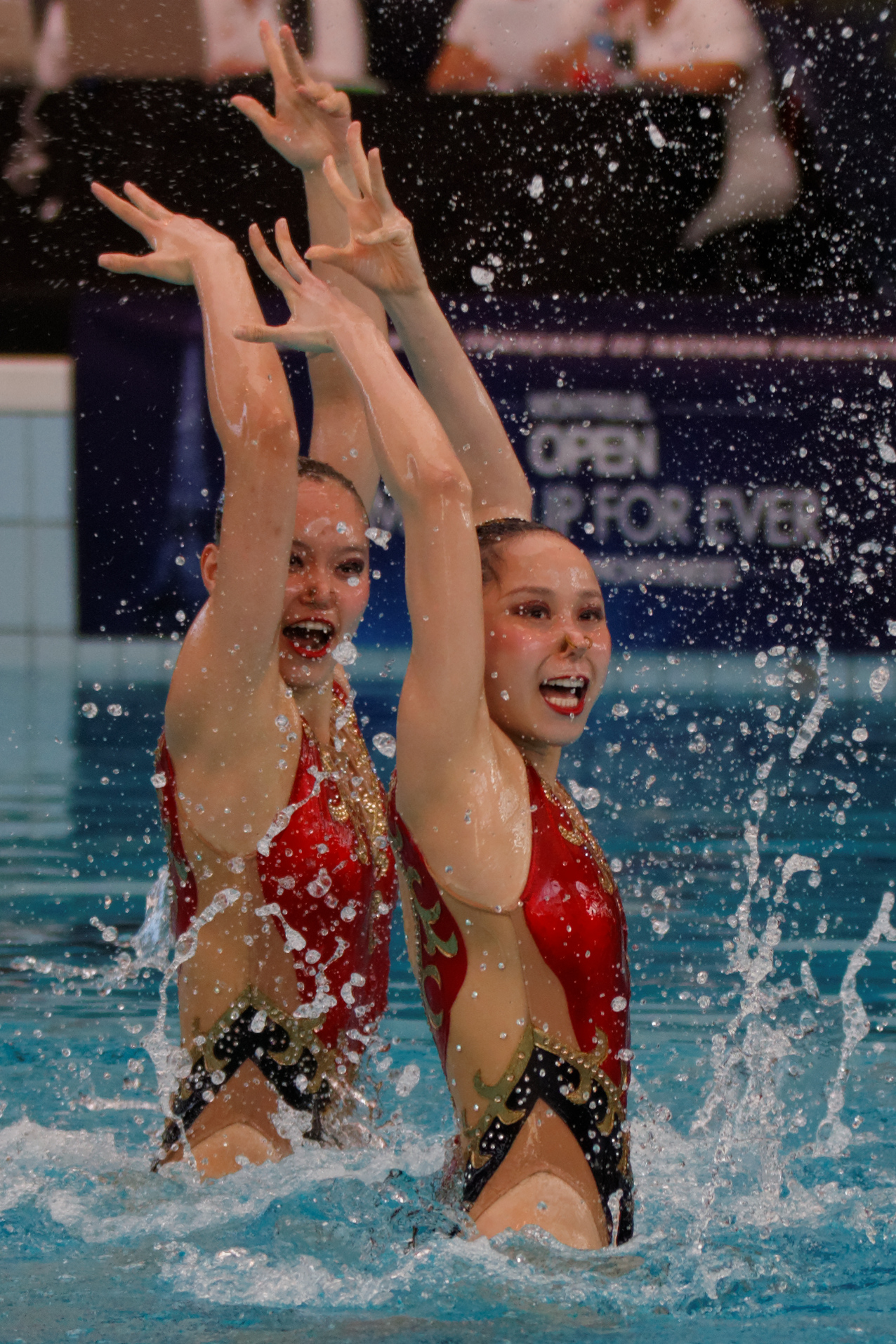
Wu Yiwen i Huang Xuechen de la Xina fan actuacions durant la rutina tècnica de duet a l'Open francès de 2013.

Hi ha centenars de posicions regulars diferents que es poden utilitzar per crear combinacions aparentment infinites. Aquests són uns quants bàsics i d'ús comú:
- Disposició del darrere: la posició més bàsica. El cos flota, completament recte i rígid, de cara a dalt a la superfície mentre es rasca sota els malucs.
- Cama de ballet: Començant en un esquema posterior, una cama s’allarga i es manté perpendicular al cos, mentre que l'altra es manté paral·lela a la superfície de l'aigua.
- Genoll doblegat (o garsa):[14] mantenint una posició del cos vertical, una cama es manté vertical mentre que l'altra cama es doblega de manera que el dit del peu es toqui el genoll de la cama vertical.
- Grua: mantenint la posició del cos vertical, una cama es manté vertical mentre que l'altra es deixa paral·lela a la superfície, fent un angle de 90 graus o forma de "L".
- Doble cama de ballet: similar a la posició de la cama de ballet on les dues cames s’allarguen i es mantenen perpendiculars al cos.
- Flamenc: similar a la posició de la cama de ballet on la cama inferior es tira al pit de manera que la lluentòria de la cama inferior es toca el genoll de la cama vertical, mentre es manté paral·lela a la superfície de l'aigua.
- Disposició frontal: s’assembla molt a un esquema posterior, l'única diferència és que el nedador es troba a l'estómac, renyant pel pit i sense respirar.
- Cavaller: el cos es troba en posició d'arc de superfície, on les potes són planes a la superfície, i el cos està arquejat de manera que el cap estigui en línia vertical amb els malucs. S’aixeca una cama, creant una línia vertical perpendicular a la superfície.
- Peça lateral: La peça lateral és una posició en què una cama es manté vertical, mentre que l'altra s’estén cap al costat paral·lel a l'aigua, creant una posició “Y” lateral.
- Posició de desdoblament: Amb el cos vertical, una cama s’estira cap endavant al llarg de la superfície i l'altra s’estén cap endavant al llarg de la superfície, en posició dividida cap per avall.
- Tina: Les dues potes s’extreuen fins al pit amb els brins i les parts superiors dels peus secs i paral·lels a la superfície de l'aigua.
- Vertical: S'aconsegueix mantenint el cos completament dret cap per avall i perpendicular a la superfície normalment amb les dues potes completament fora de l'aigua.

Es poden trobar més descripcions de les posicions tècniques a la web del Comité Olimpic Internacional.

## Rotllana
Les rotllanes es componen de "figures" (moviments de cames), seccions del braç i ressalts. Els banyistes estan sincronitzats tant entre ells com amb la música. Durant una rutina els banyistes no poden utilitzar mai la part inferior de la piscina com a suport, sinó que depenen dels moviments arrossegats amb els braços, i del cop d'ou per mantenir-se a flota. Després de la representació, els nedadors són jutjats i puntuats en la seva actuació en funció de l'execució, la impressió artística i la dificultat. L'execució d'habilitat tècnica, dificultat, patrons, coreografia i sincronització són crucials per aconseguir un puntatge alt.

### Rotllanes tècniques vs. lliures
Segons el nivell de competició, els nedadors realitzaran una rotllana "tècnica" amb elements predeterminats que s'han de realitzar en un ordre específic. La rotllana tècnica actua com a substitució de l'esdeveniment de la figura. A més de la rotllana tècnica, els nedadors realitzaran una rotllana "lliure" més llarga, que no té requisits i és una oportunitat per als nedadors de ser creatius i innovadors amb la seva coreografia.

### Longitud de rotllanes
El tipus de rotllanes i el nivell de competició determinen la longitud dels rotllanes. Les rotllanes tenen una durada general de dos a quatre minuts, sent la més curta la tècnica en solitari, amb una longitud afegida a mesura que augmenta el nombre de nedadors (duets, equips, combos i destacats). L'edat i el nivell d'habilitat són altres factors importants per determinar la longitud de rotllana requerida.

### Puntuació
Les rotllanes es troben en una escala de 100, amb punts d'execució, impressió artística i dificultat. A les rotllanes de grup, un grup consta de vuit competidors per als Campionats del Món i els esdeveniments FINA, cada participant que falta li aporta punts de penalització a l'equip. Un grup pot estar format per un mínim de 4 competidors i un màxim de 10 (per combinació lliure i destacades) i els membres del grup han de ser entre 6 o 12

## Preparació
Quan es practiquen rotllanes en competició i pràctica, els competidors porten un cop de goma per evitar que l'aigua entri al nas quan se submergeixi. Alguns banyistes porten taps per les orelles per evitar que l'aigua surti de les orelles. Els cabells es porten en un pa i la gelatina sense sabor, Knox, s’aplica per mantenir el cabell al seu lloc; un capçal decoratiu és fixat en la bobina. De vegades, els banyistes porten gorres de natació a mida del lloc dels cabells en les brosses.
Els competidors porten biquini personalitzats, normalment decorats amb teixit brillant i lluentons per reflectir la música a la qual neden. El vestuari i la música no es jutgen, sinó que creen un atractiu estètic per al públic.
També es porta el maquillatge en aquest esport, però FINA ha requerit un aspecte més natural. No es permet cap "maquillatge teatral", només és acceptable un maquillatge que aporti una brillantor natural, neta i sana. Al Canadà, el maquillatge d'ulls ha de ser més petit que un cercle fet pel nedador i el dit índex, i s’ha d'utilitzar exclusivament per a la “millora natural”.
Els altaveus submarins asseguren que els banyistes poden escoltar la música i ajudar a la seva capacitat de sincronització entre ells. Les rutines estan preparades i configurades per comptar amb la música, per assegurar-se encara més la sincronització. Els entrenadors utilitzen altaveus submarins per comunicar-se amb els banyistes durant la pràctica. Les ulleres, encara que es portin durant la pràctica, no estan permeses durant la competició rutinària.